# OmniWeb
OmniWeb es un navegador web desarrollado por The Omni Group para el sistema operativo Mac OS X.

## Características
- Workspaces o espacios de trabajo: Permite crear grupos de ventanas y pestañas activas. Cada grupo funciona de manera independiente. Evitaría la necesidad de múltiples instanciais del programa.
- Bloqueo de contenido: Evitar mostrar contenido —páginas, imágenes, etc— según su URL. Es posible utilizar expresiones regulares.
- Site preferences: Preferencias específicas para cada sitio, por ejemplo: modificar el tamaño de las letras, mostrar o no las imágenes.
- Incluye un agregador integrado, con soporte para RSS.
- Barra de herramientas de motor de búsqueda.

## Licencia
OmniWeb utiliza una licencia de software propietario para las características de su interfaz gráfica de usuario. Las versiones anteriores a OmniWeb 5.5 beta 1 utilizan la licencia GNU Lesser General Public License para su versión del motor de renderizado WebCore, mientras que desde la versión 5.5 beta 1 utiliza una licencia similar a BSD para el motor de renderizado Webkit.
OmniWeb se distribuye en un modalidad shareware con un periodo máximo de prueba de 30 días. El precio de su licencia de software es de 29.95 dólares para nuevos usuarios, y 9.95 dólares para usuarios que pagaron por la versión 4.0 y desean obtener la versión 5.0.

## Historia
OmniWeb fue originalmente desarrollado por Onmi Group y lanzado por Lighthouse Design para la plataforma NEXTSTEP el 17 de marzo de 1995. A medida que NextStep evolucionó en OpenStep, luego combinado en Rhapsody y finalmente en Mac OS X, OmniWeb fue actualizado para poder funcionar en cada una de dichas plataformas —incluso OmniWeb fue el primer navegador para el sistema operativo Rhapsody. OmniWeb estuvo disponible por un corto tiempo para Microsoft Windows usando Yellow Box o el framework OpenStep. Luego de que Lighthouse Design fuera comprado por Sun Microsystems, Omni Group continuó la distribución del producto desde su versión 2.5.
Desde la versión 4.0, OmniWeb ha sido desarrollado únicamente para Mac OS X. OmniWeb fue el primer navegador web desarrollado usando la API Cocoa, que permite sacar provecho de las características de Mac OS X como Quartz para mostrar imágenes más nítidas y texto suavizado —con antialiasing— o usar dos procesadores si están disponibles.
El 11 de agosto de 2004 se lanzó OmniWeb 5.0 con nuevas características. Una de sus novedades era su implementación de navegación por pestañas, que en lugar de mostrar sólo pestañas, muestra captura de pantalla en miniatura de las páginas activas ordenadas verticalmente en una panel adicional a uno de los lados de la ventana principal.
El 20 de julio de 2006, con el lanzamiento de la versión 5.5b1, OmniWeb comenzó a distribuirse en formato de binario universal.

## Motor de renderizado de OmniWeb
Originalmente OmniWeb usaba su propio motor de renderizado propietario. Sin embargo, este no era completamente compatible con los estándares de Internet de la época; por ejemplo, las versiones anteriores a la 4.1 (esta inclusive) tienen un soporte para Document Object Model nivel 0. Con el lanzamiento final de la versión 4.1, los desarrolladores buscaron alcanzar un nivel de soporte similar al de Netscape Navigator 4.5 para Mac. Aun así, el soporte de hojas de estilos en cascada en esta versión resultó muy pobre. Por otro lado, su implementación de Unicode resultó muy correcta para la época.
Para febrero de 2003, con el lanzamiento de su versión 4.5, OmniWeb comenzó a utilizar una versión modificada de Webcore. Notése que a diferencia de otros navegadores como Shiira que reutilizan el código fuente de WebKit, los desarrolladores de OmniWeb prefirieron el código fuente de más bajo nivel de Webcore; esto significa que las versiones de Webcore de Safari y OmniWeb son totalmente independientes. En principio este cambio no resultó del todo beneficioso. La versión beta pública de OmniWeb 5.0 de principios de 2004 estuvo basada en Webcore v85, liberado en junio del 2003 junto a Safari 1.0; mientras que el 2 de febrero de 2004 se lanzó Safari 1.2 incluyendo Webcore v125.
La versión 5.0 del 11 de agosto de 2004 mantuvo la misma versión de Webcore, mientras que para ese momento Safari 1.2.3 incluía Webcore v125.9. El uso de una versión anterior de Webcore significó un menor soporte de estándares y la imposibilidad de acceder a sitios como Gmail.
Los desarrolladores de OmniWeb argumentaron para su decisión estar interesados en poder hacer mejoras sobre el motor de renderizado —si hubieran utilizado Webkit, estarían atados a las decisiones de los desarrolladores de Webkit—, sumado a que necesitaban realizar cambios sobre el motor de renderizado para integrar ciertas funcionalidades del navegador, como las preferencias específicas para cada sitio o el bloqueo de popups.
Sin embargo, con el lanzamiento de la versión 5.5 beta 1 del 20 de julio de 2006, OmniWeb empezó a usar una versión de Webkit ligeramente modificada por los desarrolladores de OmniWeb.